# 11e compagnie de commandement et de transmissions parachutiste

La 11e compagnie de commandement et de transmissions parachutiste (11e CCTP) est implantée à Toulouse-Balma aux côtés de l'état-major de la 11e brigade parachutiste. Elle a été créée en 1999 à la suite de la dissolution de la 14e compagnie de transmissions parachutiste du 14e régiment parachutiste de commandement et de soutien.
Elle trouve son origine dans les compagnies légères de transmissions aéroportées (60e et 75e) et dans la 25e compagnie d'instruction de transmissions. Le regroupement de ces unités a créé en 1964 le 61e Bataillon de Transmissions Aéroporté (61e BTAP). À sa dissolution, le 61e BTAP a été englobé dans le 14e  Régiment de Commandement et de Transmissions Parachutistes. Cette unité est devenue la 11e CCTP.
Son insigne, frappé du chiffre 11, reste l'insigne des 25e CIT, puis du 61e BTAP.

## Missions et Histoire
Le rôle de la 11e CCTP est d’apporter à l’état-major de la brigade parachutiste et à son chef les moyens de communication et les systèmes d’information permettant de commander les éléments déployés sur un théâtre d’opération. Dans la pratique, les militaires de la 11e CCTP assurent le montage du poste de commandement de la brigade ; ils y déploient des supports de communication satellitaires et des moyens radios. Ces équipements donnent aux membres de l’état-major de la brigade la possibilité d’accéder aux systèmes d’information qui sont aujourd’hui la pierre angulaire du commandement, en particulier à l’aune de l’étape franchie dans la numérisation du champ de bataille avec le déploiement du programme Scorpion et de son système d’information, appelé « Système d’Information du Combat Scorpion » (SICS). 
En plus de la mise en place du poste de commandement, les parachutistes de la compagnie garantissent le bon fonctionnement des systèmes déployés afin d’assurer la permanence du commandement sur le terrain, ainsi que la protection des abords immédiats du poste de commandement et son soutien logistique. 
Au-delà de cette mission structurante, la compagnie est appelée à déployer, au profit des forces engagées en opérations extérieures, des équipes de spécialistes qui apportent des moyens de communication supplémentaires. Cela constitue une capacité cruciale dans les conflits dans lesquels l’armée française est engagée, au vu des très longues élongations et de l’éparpillement des combattants sur de vastes théâtres d’opération comme le Sahel. 
La 11e CCTP est donc une unité au rythme opérationnelle intense ; présente sur tous les exercices de la brigade parachutiste, elle est aussi très régulièrement déployée sur tous les théâtres d’opérations extérieures, peut être sollicitée dans le cadre de Sentinelle, et doit former de manière continue ses membres dans les domaines tactique, technique et aéroporté.
La particularité de la compagnie est d’être une unité de transmetteurs parachutistes. Les exigences des opérations aéroportées lui imposent des matériels spécifiques et légers pouvant être largués, et de former ses personnels à la maitrise de ce milieu particulier. De plus, la brigade parachutiste étant par excellence « la brigade de l’urgence », la 11e CCTP arme en permanence des modules d’urgence permettant de déployer un poste de commandement aérolarguable. 
Contrairement aux autres compagnies de commandement et de transmissions, la CCTP privilégie une organisation interne par spécialité plutôt que par section organique. On trouve ainsi en son sein :  
- Une section spécialisée dans les moyens radios: très sollicitée par le déploiement du système SICS, la section «radio» dispose de nombreux véhicules et équipements qui lui donnent la possibilité de déployer des réseaux radio en VHF ou HF.
- Une section de soutien de quartier général : Elle est chargée du soutien logistique des postes de commandement et de leur protection.
- Une section spécialisée dans les moyens satellitaires, qui met en œuvre des moyens satellitaires légers et aérolarguables assurant des communications fiables sur le théâtre et vers la métropole.
- Une section vouée au déploiement des systèmes d’information au sein des postes de commandement.
- Une équipe de commandos parachutistes (GCP) ; les transmetteurs parachutistes de cette équipe sont insérés dans les sections de commandos parachutistes déployées en opération et y apportent leur expertise dans le domaine des transmissions. Faisant l’objet d’une sélection rigoureuse, formés avec les autres commandos parachutistes de la brigade via des stages exigeants, ils sont tous chuteurs opérationnels et font partie de l’élite de la brigade parachutiste.

La compagnie a servi dans l'intégralité des théatres d'opérations extérieurs depuis la Seconde Guerre Mondiale, en particulier : 
- Indochine (1946-1954)
- Algérie (1954-1962)

- Ex-Yougoslavie (1995-2002)
- RCA (République centrafricaine) (2003-15)
- Afghanistan (2007-11)
- Mali (SERVAL) 2013-14
- Sahel ( notamment les GCP dans les opérations COBRA puis FALCO) 2015-22

Par son double ancrage dans le monde des troupes aéroportées et des transmetteurs, la 11e CCTP a comme saints patrons Saint Michel, patron des parachutistes, et Saint Gabriel, patron des transmetteurs. Cette double filiation a donné naissance au surnom «Gabrimi», contraction des prénoms des deux archanges, qui désigne les militaires servant au sein de la compagnie.
```
La compagnie a adopté le chant « Béret Rouge » :
```

I
Dans le ciel couleur d’acier
Ils descendent par milliers
Toujours prêts à faire campagne
Bérets rouges qui osent et gagnent
II
Ils sont parmi les meilleurs
Qui combattent et qui meurent
Avec foi courage et hargne
Bérets rouges qui osent et gagnent
III
C’est par eux que tu peux vivre
Heureux dans un monde libre
Ils briseront tous les bagnes
Bérets rouges qui osent et gagnent
IV
Il faut croire ce que l’on dit
Ne dire que si l’on agit
Pour ébranler les montagnes
Bérets rouges qui osent et gagnent
V
Il est tombé en laissant
Avec ses ailes en argent
Une lettre pour sa femme
Une lettre du Vietnam
VI
Donne les ailes en argent
Au fils quand il sera grand
Qu’il soit digne des anciens
Qui ont suivi leur destin

## Galerie photographique

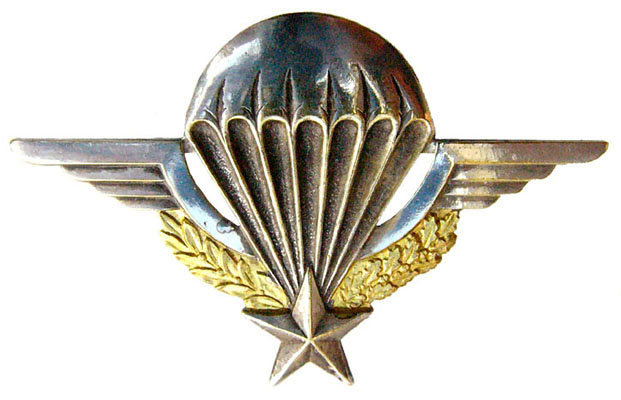
Brevet parachutiste de l'armée française
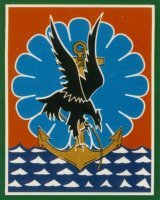
Insigne de la 11e brigade parachutiste